# Secrétaire d'État à l'Intérieur du cabinet fantôme
Le secrétaire d'État à l'Intérieur du cabinet fantôme (en anglais, Shadow Home Secretary) est dans le système parlementaire britannique, le membre du cabinet fantôme responsable de l'observation du secrétaire d'État à l'Intérieur.
Le titulaire actuel de la fonction est Chris Philp, depuis le 5 novembre 2024.

## Liste des secrétaires
| Nom | Nom                      | Nom | Début des fonctions | Fin des fonctions | Parti        |
| --- | ------------------------ | --- | ------------------- | ----------------- | ------------ |
|     | Kenneth Younger          |     | 14 décembre 1955    | 13 mai 1957       | Travailliste |
|     | Patrick Gordon Walker    |     | 13 mai 1957         | 12 mars 1962      | Travailliste |
|     | George Brown             |     | 12 mars 1962        | 15 février 1963   | Travailliste |
|     | Frank Soskice            |     | 15 février 1963     | 15 octobre 1964   | Travailliste |
|     | Edward Boyle             |     | 15 octobre 1964     | 4 août 1965       | Conservateur |
|     | Peter Thorneycroft       |     | 4 août 1965         | 13 avril 1966     | Conservateur |
|     | Quintin Hogg             |     | 13 avril 1966       | 18 juin 1970      | Conservateur |
|     | James Callaghan          |     | 18 juin 1970        | 19 octobre 1971   | Travailliste |
|     | Shirley Williams         |     | 19 octobre 1971     | 25 novembre 1973  | Travailliste |
|     | Roy Jenkins              |     | 25 novembre 1973    | 4 mars 1974       | Travailliste |
|     | James Prior              |     | 11 mars 1974        | 13 juin 1974      | Conservateur |
|     | Keith Joseph             |     | 13 juin 1974        | 11 février 1975   | Conservateur |
|     | Ian Gilmour              |     | 11 février 1975     | 11 avril 1976     | Conservateur |
|     | William Stephen Whitelaw |     | 11 avril 1976       | 4 mai 1979        | Conservateur |
|     | Merlyn Rees              |     | 4 mai 1979          | 8 décembre 1980   | Travailliste |
|     | Roy Hattersley           |     | 8 décembre 1980     | 31 octobre 1983   | Travailliste |
|     | Gerald Kaufman           |     | 31 octobre 1983     | 13 juillet 1987   | Travailliste |
|     | Roy Hattersley           |     | 13 juillet 1987     | 24 juillet 1992   | Travailliste |
|     | Tony Blair               |     | 24 juillet 1992     | 20 octobre 1994   | Travailliste |
|     | Jack Straw               |     | 20 octobre 1994     | 2 mai 1997        | Travailliste |
|     | Michael Howard           |     | 2 mai 1997          | 11 juin 1997      | Conservateur |
|     | Brian Mawhinney          |     | 11 juin 1997        | 2 juin 1998       | Conservateur |
|     | Norman Fowler            |     | 2 juin 1998         | 15 juin 1999      | Conservateur |
|     | Ann Widdecombe           |     | 15 juin 1999        | 18 septembre 2001 | Conservateur |
|     | Oliver Letwin            |     | 18 septembre 2001   | 6 novembre 2003   | Conservateur |
|     | David Davis              |     | 6 novembre 2003     | 12 juin 2008      | Conservateur |
|     | Dominic Grieve           |     | 12 juin 2008        | 19 janvier 2009   | Conservateur |
|     | Chris Grayling           |     | 19 janvier 2009     | 11 mai 2010       | Conservateur |
|     | Alan Johnson             |     | 11 mai 2010         | 8 octobre 2010    | Travailliste |
|     | Ed Balls                 |     | 8 octobre 2010      | 20 janvier 2011   | Travailliste |
|     | Yvette Cooper            |     | 20 janvier 2011     | 12 septembre 2015 | Travailliste |
|     | Andy Burnham             |     | 13 septembre 2015   | 28 septembre 2016 | Travailliste |
|     | Diane Abbott             |     | 6 octobre 2016      | 5 avril 2020      | Travailliste |
|     | Nick Thomas-Symonds      |     | 5 avril 2020        | 29 novembre 2021  | Travailliste |
|     | Yvette Cooper            |     | 29 novembre 2021    | 5 juillet 2024    | Travailliste |
|     | James Cleverly           |     | 8 juillet 2024      | 5 novembre 2024   | Conservateur |
|     | Chris Philp              |     | 5 novembre 2024     | En cours          | Conservateur |